# Eric Lively
Eric Lawrence Lively, född 31 juli 1981 i Atlanta, Georgia, är en amerikansk skådespelare. Han är känd som rollen som Mark Wayland i TV-serien The L Word. Han är med i filmen Speak där han spelar Andy Evans.
Lively är son till Ernie och Elaine Lively. Han är också bror till Blake Lively. Han har även tre halvsyskon, Lori, Robyn och Jason.